# 青空の翳り
「青空の翳り」（あおぞらのかげり）は、太田裕美が1979年の4月に発売したシングルである。

## 解説
- 松本隆以外の作詞者が担当した、初のシングルA面である。

## 収録曲
A面
1. 青空の翳り（4分22秒）
  - 作詞:来生えつこ／作曲:濱田金吾／編曲:大村雅朗

B面
1. とにかく淋しいのです（3分54秒）
  - 作詞:Michel Emer／作曲:濱田金吾／編曲:戸塚修